# Paterna del Madera
Paterna del Madera è un comune spagnolo di 471 abitanti situato nella comunità autonoma di Castiglia-La Mancia.